# Hemoglobinopatía
La hemoglobinopatía se le denomina a cierto tipo de defecto, generalmente de carácter hereditario, que tiene como consecuencia una estructura anormal en una de las cadenas de las globina de la molécula de hemoglobina.
La hemoglobina está compuesta por dos pares de cadenas polipeptídicas, uno de ellos compuesto por cadenas alfa y el otro por cadenas beta. Las variantes patológicas pueden deberse a variaciones estructurales (por sustitución de aminoácidos, por acortamiento de cadena o por alargamiento de cadena) o a variaciones en la tasa de síntesis (talasemias).
La hemoglobinopatía congénita es aquella de origen genético que aparece en el momento del nacimiento. Es importante su detección precoz mediante análisis clínicos pues los niños pueden no presentar signo aparente tras el nacimiento. Su existencia puede acarrear complicaciones infecciosas graves y posibles discapacidades para los niños que las presentan si no se detecta y trata. En España existe un protocolo de detección precoz, diagnosis y tratamiento que se realiza a todos los neonatos, es la llamada prueba del talón.

## Variantes comunes de la hemoglobina
Para fines del 2003, se habían reportado 953 variantes estructurales de la hemoglobina humana. Afortunadamente la mayoría de estas variantes no producen enfermedades, haciendo que quienes las tengan sean portadores silentes. Las siguientes variantes pueden producir sintomatología clínica:
- Hemoglobina S[3]
- Hemoglobina C[4]
- Hemoglobina E[5]
- Hemoglobina D-Punjab
- Hemoglobina O-Arab[6]
- Hemoglobina G-Philadelphia[7]
- Hemoglobina Hasharon
- Hemoglobina Korle-Bu
- Hemoglobina Lepore
- Hemoglobina M